# Stanisław Gzil
Stanisław Stani Gzil, né le 6 mai 1949 à Jaworzno (Pologne), est un  ancien joueur de football polonais devenu entraîneur.
Il a fait carrière comme attaquant au Gwardia Varsovie, GKS Katowice et surtout au Górnik Zabrze. En 1979, il part en Belgique. Il joue alors au K Beerschot VAV, K Berchem Sport et KVC Westerlo.
Il a plus tard entraîné KFC Germinal Ekeren, en 1996-1997.

## Palmarès
- Vice-Champion de Pologne en 1974 avec le Górnik Zabrze